# Recidivă (drept)
În drept penal, recidiva este înfăptuirea unei infracțiuni similare sau repetarea unei infracțiuni de către o persoană ce deja fusese condamnată în trecut.
Recidiva este strâns legată de conceptul de concurs de infracțiuni, diferența dintre cele două fiind momentul înfăptuirii celei de-a doua sau următoarelor infracțiuni în raport cu hotărârea judecătorească de condamnare. În cazul considerării stării de recidivă se ia în considerare și posibila condamnare în afara țării.